# Eria quinquangularis
Eria quinquangularis är en orkidéart som beskrevs av Johannes Jacobus Smith. Eria quinquangularis ingår i släktet Eria och familjen orkidéer. Inga underarter finns listade i Catalogue of Life.